# یوزف هورشوفسکی
یوزف هورشوفسکی (چکی: Josef Horešovský؛ زادهٔ ۱۸ ژوئیهٔ ۱۹۴۶) بازیکن هاکی روی یخ اهل چکسلواکی بود.